# Гулова, Петра
Пе́тра Гу́лова (чеш. Petra Hůlová; род. 12 июля 1979, Прага) — современная чешская писательница.

## Биография
Обучалась на философском факультете Карлова университета по специальностям «культурология» и «монголистика». Бо́льшую часть своей жизни провела в Монголии и США.
Некоторое время писала стихи, потом в Монголии, где год училась в Улан-Баторе — занялась прозой. В 2002 году издательство «Торст» опубликовало её прозаический дебют «Память моей бабушки», который был встречен с чрезвычайной теплотой как читателями, так и критикой. По результатам анкеты газеты «Lidove noviny» («Народная газета») «Память моей бабушки» была названа книгой года и впоследствии переведена на восемь европейских языков. Действие романа, написанного живым языком со множеством местных сленговых выражений, погружающих читателя в особую атмосферу местной жизни, происходит в Монголии, осью сюжета является рассказ женщин трёх поколений обо всем, что они видели, пережили и выстрадали в жизни. За этот дебют писательница была награждена литературной премией Magnesia Litera и премией в категории «Открытие года». По её книге в Праге поставлена пьеса Виктории Чермаковой, а сейчас планируется ещё и фильм.
За повесть «Трехкомнатная пластиковая квартира» («Umělohmotný třípokoj»), в которой она откровенно комментирует общество, феминизм, сексуальные фантазии, стала лауреатом премии Иржи Ортена.
Следующие романы Петры Гуловой носят названия «Сквозь матовое стекло», «Прага 2004» и «Cirkus Les Mémoires» (Прага, 2005). Последняя вышедшая книга представляет собой наброски историй нескольких героев разных поколений и национальности. В книге прослеживается судьба трех поколений эмигрантов, истории жизни которых в Нью-Йорке или соединяются, или хотя бы на некоторое время пересекаются.
Пять первых книг писательницы написаны о Монголии, Сибири, Америке.
С 2007 года регулярно публикуется в журнале «Respekt».
Критики относят Петру Гулову к провокативным прозаиком с очень специфичным стилем с большим количеством авторских неологизмов. Её седьмая книга «Чехия, земля обетованная», пронизана иронией. Это — хроника украинки Ольги, приехавшей в Чехию со своим мужем на заработки.
В 2006 году Петра Гулова представляла Чешскую Республику на международных книжных ярмарках в Лейпциге и Париже.